# Džitó
Džitó (japonsky 持統天皇, Džitó-tennó neboli císařovna Džitó, 645– 13. ledna 703), byla čtyřicátým prvním císařem Japonska v souladu s tradičním pořadím posloupnosti.
Císařovna Džitó vládla v období od roku 686 do roku 697.
V japonských dějinách byla Džitó třetí z osmi žen, jež se staly vládnoucími císařovnami. Dvě vládnoucí císařovny před Džitó byly Suiko a Kógjoku/Saimei. Pět dalších samostatných vládkyň na Chryzantémovém trůně po Džitó byly Gemmei, Genšó, Kóken/Šótoku, Meišó a Go-Sakuramači.

## Legenda

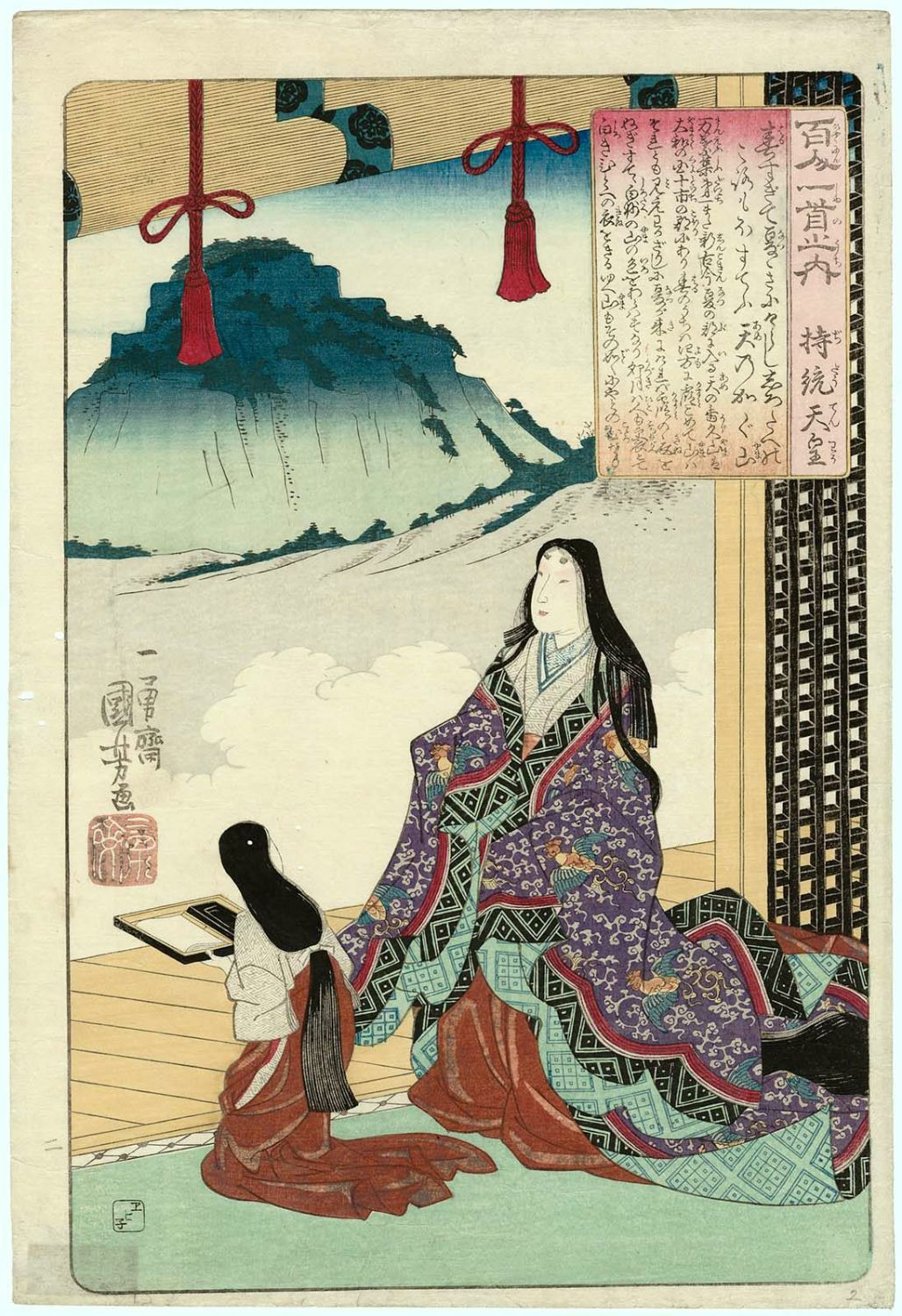
Báseň císařovny Džitó

Císařovna Džitó byla dcerou císaře Tendžiho. Její matkou byla Oči-no-Iracume, dcera ministra Ó-omiho Sogy no Jamady-no Išikawy Mara. Jejím manželem byl bratr jejího otce, císař Temmu, po němž nastoupila na trůn.
Jméno, jež císařovna Džitó dostala při narození a používala před nástupem na trůn, znělo Uno-no-sarara či Unonosasara (鸕野讚良), zjednodušeně jen Uno.

### Události za vlády Džitó
Po smrti svého manžela císaře Temmua (631–686), který byl rovněž jejím strýcem, převzala Džitó odpovědnost za řízení dvorských záležitostí. Na trůn nastoupila v roce 687, aby tak zajistila následnictví svému synovi, Kusakabe-shinnóovi. Během tohoto období císařovna vládla z Fudžiwarského paláce v provincii Jamato. Roku 689 zakázala Džitó hazardní deskovou hru Sugoroku (která je velmi podobná vrhcábům). V roce 690 při své intronizaci vykonala zvláštní rituál, poté udělila milost a roku 692 se i přes radu ministra Miwy-no-Asona-Takečimara vypravila do svatyně Ise zasvěcené šintoistické bohyni Amaterasu, jež byla božskou pramáti císařského rodu.
Císařovnin syn, princ Kusakabe-shinnó, sice byl jmenován korunním princem a císařovniným následníkem, ale zemřel ještě v mladém věku. Císařovniným následníkem byl poté jmenován jeho syn Karu-no-o. V roce 697 pak po císařovnině abdikaci nastoupil na trůn jako císař Mommu.
Císařovna Džitó vládla 11 let. Přestože se na Chryzantémovém trůnu vystřídalo celkem osm panovnic, jejich následníci byli obvykle vybíráni z mužů otcovské císařské rodové linie. Proto někteří konzervativní vzdělanci zastávají názor, že ženy-panovnice vládly vždy pouze dočasně, a že proto musí být v 21. století zachována tradice pouze mužského nástupnictví. Jedinou výjimkou stojící proti této konvenční argumentaci tak zůstává císařovna Gemmei, po níž nastoupila na trůn její dcera, císařovna Genšó.
Roku 697 Džitó abdikovala v Mommuův prospěch a jako odstoupivší panovnice přijala titul daidžó tennó. Následně všichni japonští panovníci, kteří odstoupili ve prospěch svého následníka, přijímali po abdikaci stejný titul.
Džitó si nadále udržela moc a vliv jako takzvaná klášterní vládkyně, což se v Japonsku stalo zvláštní formou vlády. Tento systém se udržel až do roku 1192.

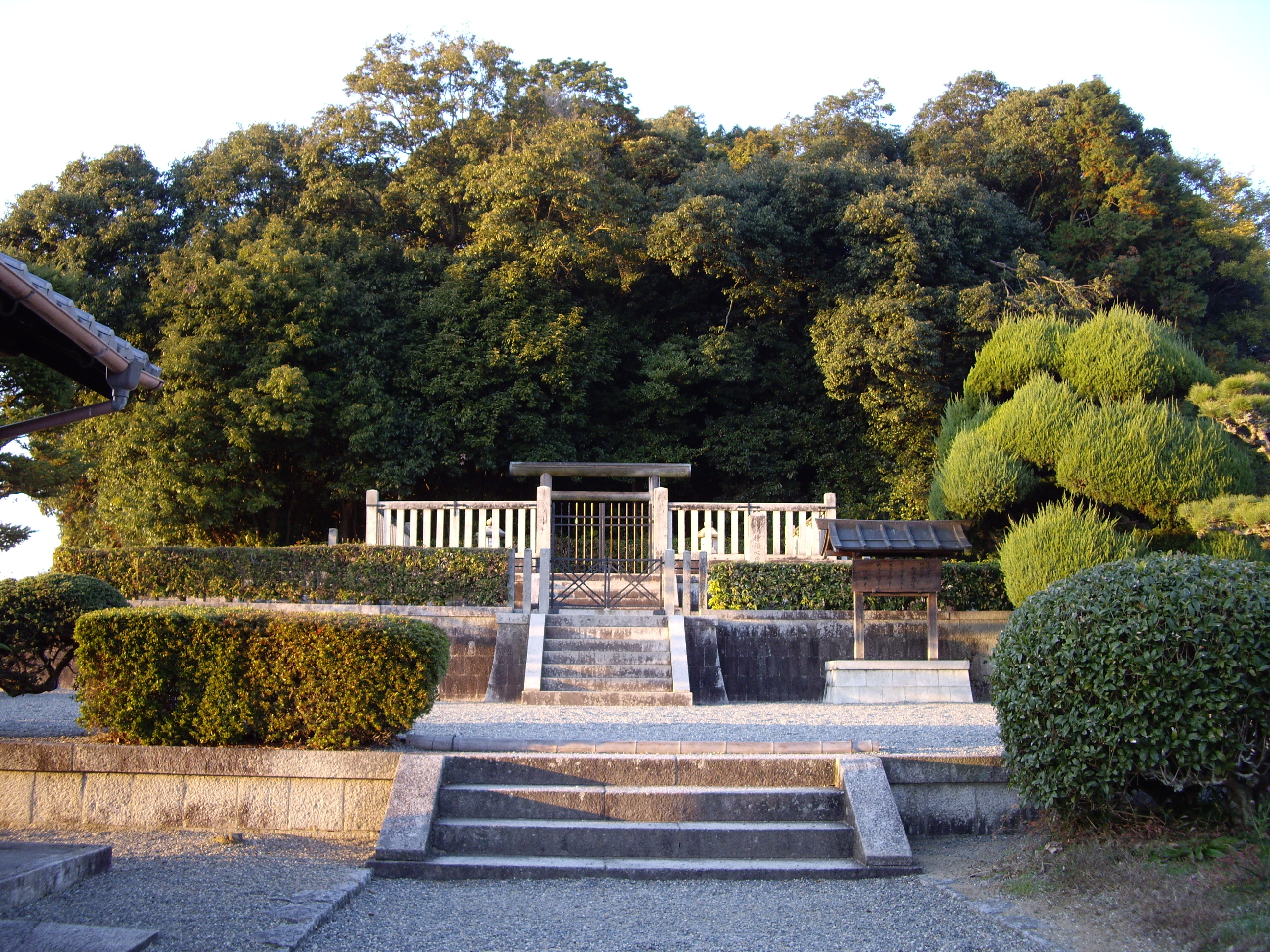
Pamětní šintoistická svatyně a mauzoleum k uctívání císařovny Džitó

Místo, kde byla císařovna Džitó pohřbena, je známé. Císařovna je tradičně uctívána v pamětní šintoistické svatyni (misasagi) ve městě Nara. Úřad pro záležitosti japonského císařského dvora stanovil toto místo jako mauzoleum císařovny Džitó, takže nese formální jméno Oči-no-Okanoe no misasagi.

## Poezie
Manjóšú neboli Sbírka bezpočtu listů obsahuje básně, jež jsou připisovány císařovně Džitó. Následující waka (báseň) prý složila po smrti svého manžela císaře Temmua: 
| japonsky | rómadži | česky |
| やすみしし 我が大君の 夕されば 見したまふらし 明け来れば 問ひたまふらし 神岳の 山の黄葉を 今日もかも 問ひたまはまし 明日もかも 見したまはまし その山を 振り放け見つつ 夕されば あやに悲しみ 明け来れば うらさび暮らし 荒栲の 衣の袖は 干る時もなし | Jasumišiši waga ókimi no Jú sareba mešita furaši Akekureba toita furaši Kamuoka no jama no momiči to Kjó mo ka mo toita mawamaši Asu mo ka mo mešita mawamaši Sono jama o furisakemicucu Jú sareba aja ni kanašimi Akekureba Urasabikuraši Aratae no Koromo no sode wa Furu toki mo naši | Ach, to podzimní listoví z hory Kamioka. Můj milý Pane a Vládce, uzřím ji večer a zeptám se na ni ráno. Právě na tu horu v dálce, na niž hledím s otázkou, zdali ji on vidí dnes či zeptá se na ni zítra. Zármutek, jejž večer cítím, A usedavý pláč za jitra— Rukávy mého hrubého roucha nejsou nikdy ani chvilku suché. |
| | | |